# Trevor Gaskins
Trevor Crosby Gaskins (Alpharetta, 24 novembre 1989) è un cestista statunitense naturalizzato panamense.